# França nos Jogos Olímpicos de Verão de 2024
França, nação anfitriã dos Jogos Olímpicos de Verão de 2024, foi representada pelo Comité Olímpico Nacional e Desportivo da França para competir em Paris entre 26 de julho e 11 de agosto de 2024. Atletas franceses participaram de todos os Jogos Olímpicos de Verão da era moderna, ao lado de Austrália, Grã-Bretanha, Grécia e Suíça. Foi representada por 573 desportistas que competiram em todas as modalidades, sendo a maior delegação do país desde as Olimpíadas de 1900, que também foram realizadas em Paris.
Com 64 medalhas no total, incluindo 16 de ouro, a França terminou em quinto lugar no quadro geral de medalhas, marcando seu retorno ao top cinco desde Atlanta 1996. Individualmente, Léon Marchand foi o maior destaque com cinco medalhas conquistadas na natação, sendo quatro de ouro, único esportista a conseguir esse feito em Paris.

## Medalhas
| Atleta | Esporte          | Evento                               | Medalha |
| --- | ---------------- | ------------------------------------ | ------- |
| - Varian Pasquet Andy Timo Rayan Rebbadj Théo Forner Stephen Parez Paulin Riva Jefferson-Lee Joseph Antoine Zeghdar Aaron Grandidier Nkanang Jean-Pascal Barraque Antoine Dupont Jordan Sepho Nelson Épée | Rugby sevens     | Masculino                            | Ouro    |
| Pauline Ferrand-Prévot | Ciclismo         | Cross-country feminino               | Ouro    |
| Léon Marchand | Natação          | 400 m medley masculino               | Ouro    |
| Nicolas Gestin | Canoagem         | Slalom C-1 masculino                 | Ouro    |
| Manon Brunet | Esgrima          | Sabre individual feminino            | Ouro    |
| Cassandre Beaugrand | Triatlo          | Feminino                             | Ouro    |
| Léon Marchand | Natação          | 200 m borboleta masculino            | Ouro    |
| Léon Marchand | Natação          | 200 m peito masculino                | Ouro    |
| Teddy Riner | Judô             | Mais de 100 kg masculino             | Ouro    |
| Léon Marchand | Natação          | 200 m medley masculino               | Ouro    |
| Joris Daudet | Ciclismo         | BMX corrida masculina                | Ouro    |
| Shirine Boukli Joan-Benjamin Gaba Amandine Buchard Walide Khyar Sarah-Léonie Cysique Luka Mkheidze Clarisse Agbegnenou Alpha Oumar Djalo Marie-Ève Gahié Maxime-Gaël Ngayap Hambou Romane Dicko Aurélien Diesse Madeleine Malonga Teddy Riner                                                                                       | Judô             | Equipe mista                         | Ouro    |
| Kauli Vaast | Surfe            | Masculino                            | Ouro    |
| Benjamin Thomas | Ciclismo         | Omnium masculino                     | Ouro    |
| - Barthélémy Chinenyeze Jenia Grebennikov Jean Patry Benjamin Toniutti Kévin Tillie Earvin N'Gapeth Antoine Brizard Nicolas Le Goff Trévor Clévenot Yacine Louati Théo Faure Quentin Jouffroy | Voleibol         | Masculino                            | Ouro    |
| Althéa Laurin | Taekwondo        | Mais de 67 kg feminino               | Ouro    |
| Luka Mkheidze | Judô             | Até 60 kg masculino                  | Prata   |
| Auriane Mallo | Esgrima          | Espada individual feminino           | Prata   |
| Yannick Borel | Esgrima          | Espada individual masculino          | Prata   |
| Karim Laghouag Stéphane Landois Nicolas Touzaint | Hipismo          | CCE por equipes                      | Prata   |
| Victor Koretzky | Ciclismo         | Cross-country masculino              | Prata   |
| Baptiste Addis Thomas Chirault Jean-Charles Valladont | Tiro com arco    | Equipes masculinas                   | Prata   |
| Joan-Benjamin Gaba | Judô             | Até 73 kg masculino                  | Prata   |
| Sara Balzer | Esgrima          | Sabre individual feminino            | Prata   |
| Marie-Florence Candassamy Alexandra Louis-Marie Auriane Mallo Coraline Vitalis | Esgrima          | Espada por equipes feminino          | Prata   |
| Anastasiya Kirpichnikova | Natação          | 1500 m livre feminino                | Prata   |
| Titouan Castryck | Canoagem         | Slalom K-1 masculino                 | Prata   |
| Sylvain André | Ciclismo         | BMX corrida masculina                | Prata   |
| Camille Jedrzejewski | Tiro             | Pistola livre 25 m feminino          | Prata   |
| Valentin Madouas | Ciclismo         | Corrida em estrada masculina         | Prata   |
| Angèle Hug | Canoagem         | Slalom caiaque cross feminino        | Prata   |
| Lucas Dussoulier Timothé Vergiat Jules Rambaut Franck Seguela | Basquetebol      | 3x3 masculino                        | Prata   |
| Sofiane Oumiha | Boxe             | Até 63,5 kg masculino                | Prata   |
| Lauriane Nolot | Vela             | Formula Kite feminino                | Prata   |
| Billal Bennama | Boxe             | Até 51 kg masculino                  | Prata   |
| - Obed Nkambadio Castello Lukeba Adrien Truffert Loïc Badé Kiliann Sildillia Manu Koné Michael Olise Maghnes Akliouche Arnaud Kalimuendo Alexandre Lacazette Désiré Doué Enzo Millot Joris Chotard Jean-Philippe Mateta Bradley Locko Guillaume Restes Soungoutou Magassa Rayan Cherki Chrislain Matsima Andy Diouf Johann Lepenant | Futebol          | Masculino                            | Prata   |
| - Laura Glauser Méline Nocandy Alicia Toublanc Chloé Valentini Coralie Lassource Grâce Zaadi Cléopatre Darleux Laura Flippes Orlane Kanor Tamara Horacek Pauletta Foppa Estelle Nze Minko Oriane Ondono Lucie Granier Sarah Bouktit Léna Grandveau Hatadou Sako                                                                     | Handebol         | Feminino                             | Prata   |
| Cyréna Samba-Mayela | Atletismo        | 100 m com barreiras feminino         | Prata   |
| Danis Civil | Breaking         | B-Boys                               | Prata   |
| - Marine Fauthoux Alexia Chery Sarah Michel Valériane Ayayi Iliana Rupert Janelle Salaün Dominique Malonga Gabby Williams Marième Badiane Marine Johannès Leïla Lacan Romane Bernies | Basquetebol      | Masculino                            | Prata   |
| Élodie Clouvel | Pentatlo moderno | Feminino                             | Prata   |
| - Frank Ntilikina Nicolas Batum Andrew Albicy Guerschon Yabusele Isaïa Cordinier Evan Fournier Nando de Colo Mathias Lessort Rudy Gobert Victor Wembanyama Matthew Strazel Bilal Coulibaly | Basquetebol      | Feminino                             | Prata   |
| Shirine Boukli | Judô             | Até 48 kg feminino                   | Bronze  |
| Amandine Buchard | Judô             | Até 52 kg feminino                   | Bronze  |
| Sarah-Léonie Cysique | Judô             | Até 57 kg feminino                   | Bronze  |
| Clarisse Agbegnenou | Judô             | Até 63 kg feminino                   | Bronze  |
| Léo Bergère | Triatlo          | Masculino                            | Bronze  |
| Anthony Jeanjean | Ciclismo         | BMX estilo livre masculino           | Bronze  |
| Maxime-Gaël Ngayap Hambou | Judô             | Até 90 kg masculino                  | Bronze  |
| Sébastien Patrice Maxime Pianfetti Boladé Apithy Jean-Philippe Patrice | Esgrima          | Sabre por equipes masculino          | Bronze  |
| Sarah Steyaert Charline Picon | Vela             | 49erFX                               | Bronze  |
| Simon Delestre Olivier Perreau Julien Epaillard | Hipismo          | Saltos por equipes                   | Bronze  |
| Romane Dicko | Judô             | Mais de 78 kg feminino               | Bronze  |
| Florent Manaudou | Natação          | 50 m livre masculino                 | Bronze  |
| Romain Mahieu | Ciclismo         | BMX corrida masculina                | Bronze  |
| Lisa Barbelin | Tiro com arco    | Individual feminino                  | Bronze  |
| Christophe Laporte | Ciclismo         | Corrida em estrada masculina         | Bronze  |
| Félix Lebrun | Tênis de mesa    | Individual masculino                 | Bronze  |
| Maximilien Chastanet Maxime Pauty Enzo Lefort Julien Mertine | Esgrima          | Florete por equipes masculino        | Bronze  |
| Yohann Ndoye-Brouard Léon Marchand Maxime Grousset Florent Manaudou Clément Secchi Rafael Fente-Damers | Natação          | Revezamento 4x100 m medley masculino | Bronze  |
| Johanne Defay | Surfe            | Feminino                             | Bronze  |
| Cyrian Ravet | Taekwondo        | Até 58 kg masculino                  | Bronze  |
| Djamili-Dini Aboudou Moindze | Boxe             | Mais de 92 kg masculino              | Bronze  |
| Simon Gauzy Alexis Lebrun Félix Lebrun | Tênis de mesa    | Equipes masculinas                   | Bronze  |

## Competidores
Esta foi a participação por modalidade nesta edição:
| Esporte              | Masculino | Feminino | Total |
| -------------------- | --------- | -------- | ----- |
| Atletismo            | 49        | 41       | 90    |
| Badminton            | 5         | 4        | 9     |
| Basquetebol          | 16        | 16       | 32    |
| Boxe                 | 4         | 4        | 8     |
| Breaking             | 2         | 2        | 4     |
| Canoagem             | 6         | 7        | 13    |
| Ciclismo             | 17        | 14       | 31    |
| Escalada esportiva   | 3         | 4        | 7     |
| Esgrima              | 9         | 9        | 18    |
| Futebol              | 18        | 18       | 36    |
| Ginástica            | 2         | 12       | 14    |
| Golfe                | 2         | 2        | 4     |
| Halterofilismo       | 2         | 2        | 4     |
| Handebol             | 14        | 14       | 28    |
| Hipismo              | 8         | 1        | 9     |
| Hóquei sobre a grama | 16        | 16       | 32    |
| Judô                 | 7         | 7        | 14    |
| Lutas                | 1         | 2        | 3     |
| Natação              | 18        | 15       | 33    |
| Natação artística    | 0         | 8        | 8     |
| Pentatlo moderno     | 2         | 2        | 4     |
| Polo aquático        | 13        | 13       | 26    |
| Remo                 | 8         | 4        | 12    |
| Rugby sevens         | 12        | 12       | 24    |
| Saltos ornamentais   | 5         | 4        | 9     |
| Skate                | 4         | 3        | 7     |
| Surfe                | 2         | 2        | 4     |
| Taekwondo            | 2         | 2        | 4     |
| Tênis                | 6         | 4        | 10    |
| Tênis de mesa        | 3         | 3        | 6     |
| Tiro                 | 7         | 8        | 15    |
| Tiro com arco        | 3         | 3        | 6     |
| Triatlo              | 3         | 3        | 6     |
| Vela                 | 7         | 7        | 14    |
| Voleibol             | 12        | 12       | 24    |
| Voleibol de praia    | 4         | 4        | 8     |
| Total                | 291       | 282      | 573   |

## Desempenho

### Futebol
Masculino
Como nação anfitriã, a Seleção Francesa de Futebol Masculino se classificou diretamente para o torneio olímpico.
Elenco
A delegação foi composta de 21 jogadores:

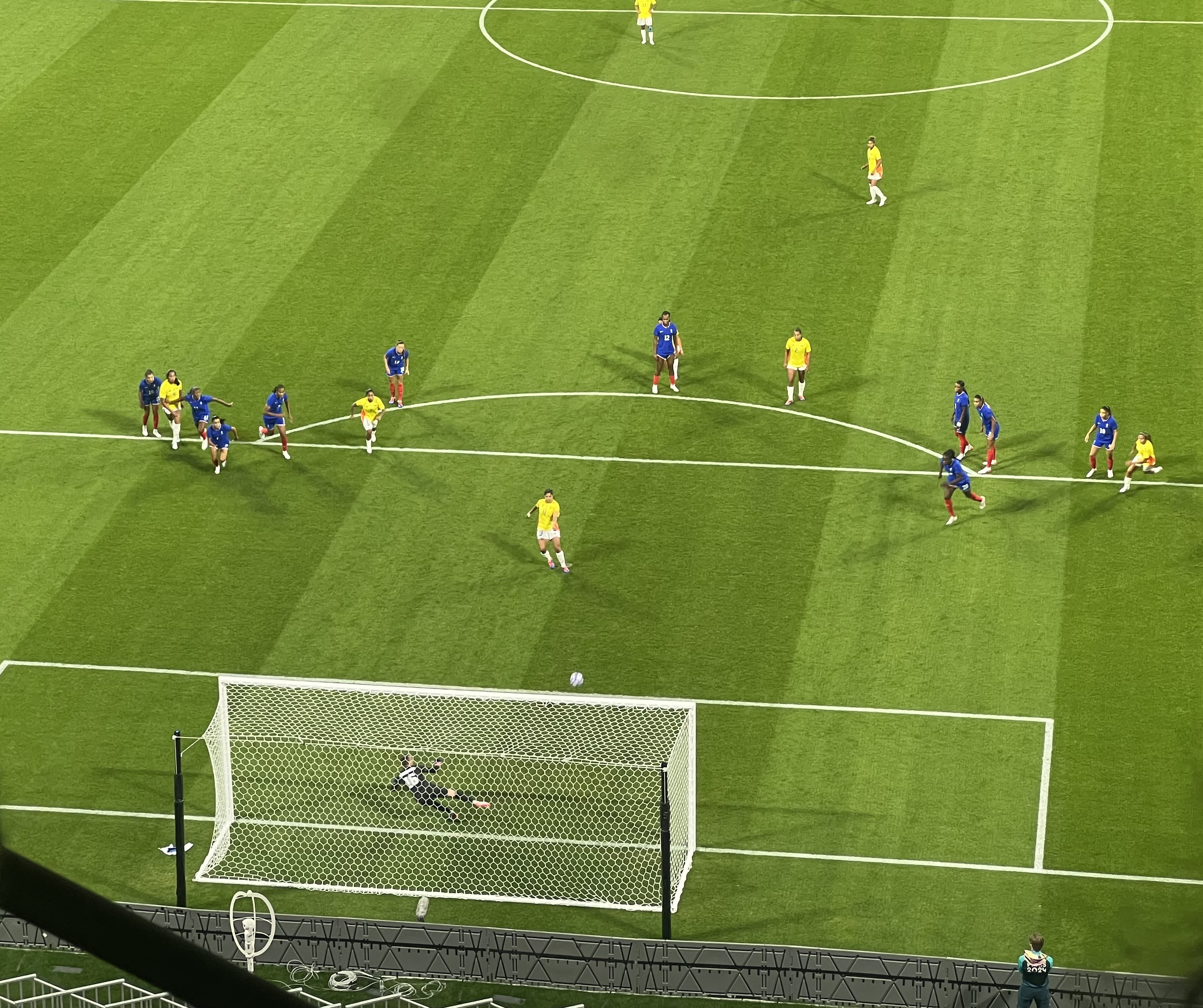
França–Colômbia em Décines-Charpieu

- Obed Nkambadio
- Castello Lukeba
- Adrien Truffert
- Loïc Badé
- Kiliann Sildillia
- Manu Koné
- Michael Olise
- Maghnes Akliouche
- Arnaud Kalimuendo
- Alexandre Lacazette
- Désiré Doué
- Enzo Millot
- Joris Chotard
- Jean-Philippe Mateta
- Bradley Locko
- Guillaume Restes
- Soungoutou Magassa
- Rayan Cherki
- Chrislain Matsima
- Andy Diouf
- Johann Lepenant

Fase de grupos
| Pos | Equipe         | Pts | J | V | E | D | GP | GC | SG | Classificado     |
| --- | -------------- | --- | - | - | - | - | -- | -- | -- | ---------------- |
| 1   | França         | 9   | 3 | 3 | 0 | 0 | 7  | 0  | +7 | Quartas de final |
| 2   | Estados Unidos | 6   | 3 | 2 | 0 | 1 | 7  | 4  | +3 | Quartas de final |
| 3   | Nova Zelândia  | 3   | 3 | 1 | 0 | 2 | 3  | 8  | −5 |                  |
| 4   | Guiné          | 0   | 3 | 0 | 0 | 3 | 1  | 6  | −5 |                  |

| 24 de julho | França                               | 3 – 0     | Estados Unidos | Stade de Marseille, Marselha             |
| 21:00       | Lacazette 61' · Olise 69' · Badé 85' | Relatório |                | Público: 48 721 Árbitro: ARG Yael Falcón |

| 27 de julho | França        | 1 – 0     | Guiné | Stade de Nice, Nice                          |
| 21:00       | Sildillia 75' | Relatório |       | Público: 25 965 Árbitro: UZB Ilgiz Tantashev |

| 30 de julho | Nova Zelândia | 0 – 3     | França                                 | Stade de Marseille, Marselha              |
| 19:00       |               | Relatório | Mateta 19' · Doué 71' · Kalimuendo 74' | Público: 45 790 Árbitro: MEX Katia García |

Quartas de final
| 2 de agosto | França    | 1 – 0     | Argentina | Stade de Bordeaux, Bordeaux                  |
| 21:00       | Mateta 5' | Relatório |           | Público: 37 153 Árbitro: UZB Ilgiz Tantashev |

Semifinal
| 5 de agosto | França                       | 3 – 1     | Egito     | Stade de Lyon, Décines-Charpieu            |
| 21:00       | Mateta 83', 99' · Olise 108' | Relatório | Saber 62' | Público: 47 530 Árbitro: HON Saíd Martínez |

Final
| 9 de agosto | França                                           | 3 – 5 (pro) | Espanha                                              | Parc des Princes, Paris                   |
| 18:00       | Millot 11' · Akliouche 79' · Mateta 90+3' (pen.) | Relatório   | F. López 18', 25' · Baena 28' · Camello 100', 120+1' | Público: 44 260 Árbitro: BRA Ramon Abatti |

Feminino
Como nação anfitriã, a Seleção Francesa de Futebol Feminino se classificou diretamente para o torneio olímpico
Elenco
A delegação foi composta de 20 jogadoras:
- Constance Picaud
- Maëlle Lakrar
- Wendie Renard
- Estelle Cascarino
- Élisa De Almeida
- Amandine Henry
- Sakina Karchaoui
- Grace Geyoro
- Eugénie Le Sommer
- Delphine Cascarino
- Kadidiatou Diani
- Marie-Antoinette Katoto
- Selma Bacha
- Sandie Toletti
- Kenza Dali
- Pauline Peyraud-Magnin
- Sandy Baltimore
- Griedge Mbock Bathy
- Vicki Bècho
- Ève Périsset

Fase de grupos
| Pos | Equipe        | Pts | J | V | E | D | GP | GC | SG | Classificado     |
| --- | ------------- | --- | - | - | - | - | -- | -- | -- | ---------------- |
| 1   | França        | 6   | 3 | 2 | 0 | 1 | 6  | 5  | +1 | Quartas de final |
| 2   | Canadá        | 3   | 3 | 3 | 0 | 0 | 5  | 2  | +3 | Quartas de final |
| 3   | Colômbia      | 3   | 3 | 1 | 0 | 2 | 4  | 4  | 0  | Quartas de final |
| 4   | Nova Zelândia | 0   | 3 | 0 | 0 | 3 | 2  | 6  | −4 |                  |

1. ↑  Em 27 de julho de 2024, o Canadá foi penalizado com a perda de 6 pontos devido à espionagem contra a seleção da Nova Zelândia realizada com um drone pela sua comissão técnica.[15]

| 25 de julho | França                    | 3 – 2     | Colômbia                   | Stade de Lyon, Décines-Charpieu         |
| 21:00       | Katoto 6', 42' · Dali 18' | Relatório | Usme 54' (pen.) · Paví 64' | Público: 29 208 Árbitro: USA Tori Penso |

| 28 de julho | França     | 1 – 2     | Canadá                      | Stade Geoffroy-Guichard, Saint-Étienne        |
| 21:00       | Katoto 42' | Relatório | Fleming 58' · Gilles 90+12' | Público: 17 550 Árbitro: MAR Bouchra Karboubi |

| 31 de julho | Nova Zelândia | 1 – 2     | França          | Stade de Lyon, Décines-Charpieu          |
| 21:00       | Taylor 43'    | Relatório | Katoto 22', 49' | Público: 21 946 Árbitro: BRA Edina Alves |

Quartas de final
| 3 de agosto | França | 0 – 1     | Brasil            | Stade de la Beaujoire, Nantes           |
| 21:00       |        | Relatório | Gabi Portilho 82' | Público: 32 280 Árbitro: USA Tori Penso |

### Ginástica

#### Artística
Como nação anfitriã, a França recebeu automaticamente uma vaga na ginástica artística masculina e feminina nos Jogos.
Masculino
| Atleta         | Evento           | Qualificação | Qualificação | Qualificação | Qualificação | Qualificação | Qualificação | Qualificação | Qualificação | Final       | Final       | Final       | Final       | Final       | Final       | Final       | Final       | Ref.   |
| Atleta         | Evento           | Aparelho     | Aparelho     | Aparelho     | Aparelho     | Aparelho     | Aparelho     | Total        | Pos.         | Aparelho    | Aparelho    | Aparelho    | Aparelho    | Aparelho    | Aparelho    | Total       | Pos.        | Ref.   |
| Atleta         | Evento           | F            | PH           | R            | V            | PB           | HB           | Total        | Pos.         | F           | PH          | R           | V           | PB          | HB          | Total       | Pos.        | Ref.   |
| -------------- | ---------------- | ------------ | ------------ | ------------ | ------------ | ------------ | ------------ | ------------ | ------------ | ----------- | ----------- | ----------- | ----------- | ----------- | ----------- | ----------- | ----------- | ------ |
| Samir Aït Saïd | Individual geral | —            | —            | 14.966       | —            | —            | —            | —            | —            | Não avançou | Não avançou | Não avançou | Não avançou | Não avançou | Não avançou | Não avançou | Não avançou | [ 21 ] |
| Samir Aït Saïd | Argolas          | —            | —            | 14.966       | —            | —            | —            | 14.966       | 3 Q          | —           | —           | 15.000      | —           | —           | —           | 15.000      | 4           | [ 21 ] |

Feminino
| Atleta                      | Evento  | Qualificação | Qualificação | Qualificação | Qualificação | Qualificação | Qualificação | Final       | Final       | Final       | Final       | Final | Final | Ref.          |
| Atleta                      | Evento  | Aparelho     | Aparelho     | Aparelho     | Aparelho     | Total        | Pos.         | Aparelho    | Aparelho    | Aparelho    | Aparelho    | Total | Pos.  | Ref.          |
| Atleta                      | Evento  | V            | UB           | BB           | F            | Total        | Pos.         | V           | UB          | BB          | F           | Total | Pos.  | Ref.          |
| --------------------------- | ------- | ------------ | ------------ | ------------ | ------------ | ------------ | ------------ | ----------- | ----------- | ----------- | ----------- | ----- | ----- | ------------- |
| Marine Boyer                | Equipes | —            | 13.200       | 13.766       | 12.833       | —            | —            | Não avançou | Não avançou | Não avançou | Não avançou | —     | —     | [ 22 ] [ 23 ] |
| Mélanie de Jesus dos Santos | Equipes | 14.200       | 12.233       | 12.366       | 12.700       | 51.499       | 33           | Não avançou | Não avançou | Não avançou | Não avançou | —     | —     | [ 22 ] [ 23 ] |
| Coline Devillard            | Equipes | 13.650       | —            | 10.866       | —            | —            | —            | Não avançou | Não avançou | Não avançou | Não avançou | —     | —     | [ 22 ] [ 23 ] |
| Morgane Osyssek             | Equipes | 13.300       | 11.600       | 13.533       | 12.033       | 50.466       | 48           | Não avançou | Não avançou | Não avançou | Não avançou | —     | —     | [ 22 ] [ 23 ] |
| Ming van Eijken             | Equipes | 13.783       | 13.033       | —            | 12.500       | —            | —            | Não avançou | Não avançou | Não avançou | Não avançou | —     | —     | [ 22 ] [ 23 ] |
| Total                       | Equipes | 42.633       | 38.446       | 39.665       | 38.033       | 158.797      | 11           | Não avançou | Não avançou | Não avançou | Não avançou | —     | —     | [ 22 ] [ 23 ] |

#### Rítimica
Como nação anfitriã, a França recebeu automaticamente uma vaga na competição individual e por equipe nos Jogos.
| Atleta          | Evento     | Qualificação | Qualificação | Qualificação | Qualificação | Qualificação | Qualificação | Final       | Final       | Final       | Final       | Final       | Final       | Ref.   |
| Atleta          | Evento     | Arco         | Bola         | Maças        | Fita         | Total        | Pos.         | Arco        | Bola        | Maças       | Fita        | Total       | Pos.        | Ref.   |
| --------------- | ---------- | ------------ | ------------ | ------------ | ------------ | ------------ | ------------ | ----------- | ----------- | ----------- | ----------- | ----------- | ----------- | ------ |
| Hélène Karbanov | Individual | 30.500       | 32.350       | 28.650       | 29.650       | 121.150      | 17           | Não avançou | Não avançou | Não avançou | Não avançou | Não avançou | Não avançou | [ 25 ] |

| Atletas                                                                          | Evento | Qualificação | Qualificação    | Qualificação | Qualificação | Final   | Final           | Final  | Final | Ref.          |
| Atletas                                                                          | Evento | 5 arcos      | 3 fitas+2 bolas | Total        | Pos.         | 5 arcos | 3 fitas+2 bolas | Total  | Pos.  | Ref.          |
| -------------------------------------------------------------------------------- | ------ | ------------ | --------------- | ------------ | ------------ | ------- | --------------- | ------ | ----- | ------------- |
| Aïnhoa Dot-Espinosa Manelle Inaho Célia Joseph-Noël Justine Lavit Lozéa Vilarino | Grupos | 36.600       | 32.200          | 68.800       | 4 Q          | 35.750  | 30.250          | 66.000 | 6     | [ 26 ] [ 27 ] |

#### Trampolim
Como nação anfitriã, a França recebeu automaticamente uma vaga no trampolim masculino e feminino nos Jogos.
| Atleta        | Evento               | Qualificação | Qualificação | Final       | Final       | Ref.   |
| Atleta        | Evento               | Total        | Pos.         | Total       | Pos.        | Ref.   |
| ------------- | -------------------- | ------------ | ------------ | ----------- | ----------- | ------ |
| Pierre Gouzou | Individual masculino | 59.100       | 6 Q          | 58.940      | 6           | [ 29 ] |
| Léa Labrousse | Individual feminino  | 53.220       | 12           | Não avançou | Não avançou | [ 30 ] |

### Handebol
Masculino
Como nação anfitriã, a Seleção Francesa de Handebol Masculino se classificou diretamente ao torneio olímpico.
Elenco
A delegação foi composta de 16 jogadores:
- Yanis Lenne
- Aymeric Minne
- Nedim Remili
- Elohim Prandi
- Melvyn Richardson
- Dika Mem
- Nicolas Tournat
- Vincent Gérard
- Nikola Karabatić
- Luka Karabatić
- Ludovic Fabregas
- Hugo Descat
- Valentin Porte
- Dylan Nahi
- Karl Konan
- Rémi Desbonnet

Fase de grupos
| Pos | Equipe    | Pts | J | V | E | D | GP  | GC  | SG  | Classificado     |
| --- | --------- | --- | - | - | - | - | --- | --- | --- | ---------------- |
| 1   | Dinamarca | 10  | 5 | 5 | 0 | 0 | 165 | 133 | +32 | Quartas de final |
| 2   | Egito     | 7   | 5 | 3 | 1 | 1 | 148 | 140 | +8  | Quartas de final |
| 3   | Noruega   | 6   | 5 | 3 | 0 | 2 | 139 | 136 | +3  | Quartas de final |
| 4   | França    | 5   | 5 | 2 | 1 | 2 | 129 | 131 | −2  | Quartas de final |
| 5   | Hungria   | 2   | 5 | 1 | 0 | 4 | 137 | 138 | −1  |                  |
| 6   | Argentina | 0   | 5 | 0 | 0 | 5 | 131 | 171 | −40 |                  |

| 27 de julho de 2024 21:00 | Dinamarca          | 37–29     | França   | Arena 6 Paris Sul, Paris Público: 5 739 Árbitros: Schulze, Tönnies |
| 27 de julho de 2024 21:00 | Gidsel, Pytlick 11 | (18–17)   | Descat 7 | Arena 6 Paris Sul, Paris Público: 5 739 Árbitros: Schulze, Tönnies |
| 27 de julho de 2024 21:00 | 1×                 | Relatório | 4× 1×    | Arena 6 Paris Sul, Paris Público: 5 739 Árbitros: Schulze, Tönnies |

| 29 de julho de 2024 19:00 | França | 22–27     | Noruega | Arena 6 Paris Sul, Paris Público: 5 602 Árbitros: García, Marín |
| 29 de julho de 2024 19:00 | Mem 10 | (11–16)   | Blonz 7 | Arena 6 Paris Sul, Paris Público: 5 602 Árbitros: García, Marín |
| 29 de julho de 2024 19:00 | 1×     | Relatório | 2×      | Arena 6 Paris Sul, Paris Público: 5 602 Árbitros: García, Marín |

| 31 de julho de 2024 19:00 | França     | 26–26     | Egito  | Arena 6 Paris Sul, Paris Público: 5 780 Árbitros: Kurtagic, Wetterwik |
| 31 de julho de 2024 19:00 | Fabregas 5 | (11–15)   | Omar 8 | Arena 6 Paris Sul, Paris Público: 5 780 Árbitros: Kurtagic, Wetterwik |
| 31 de julho de 2024 19:00 | 3×         | Relatório | 2×     | Arena 6 Paris Sul, Paris Público: 5 780 Árbitros: Kurtagic, Wetterwik |

| 2 de agosto de 2024 11:00 | Argentina | 21–28     | França   | Arena 6 Paris Sul, Paris Público: 5 764 Árbitros: Pavićević, Ražnatović |
| 2 de agosto de 2024 11:00 | Parker 7  | (8–15)    | Descat 8 | Arena 6 Paris Sul, Paris Público: 5 764 Árbitros: Pavićević, Ražnatović |
| 2 de agosto de 2024 11:00 | 4×        | Relatório | 1×       | Arena 6 Paris Sul, Paris Público: 5 764 Árbitros: Pavićević, Ražnatović |

| 4 de agosto de 2024 16:00 | Hungria | 20–24     | França   | Arena 6 Paris Sul, Paris Público: 5 685 Árbitros: Hansen, Madsen |
| 4 de agosto de 2024 16:00 | Imre 6  | (8–11)    | Prandi 7 | Arena 6 Paris Sul, Paris Público: 5 685 Árbitros: Hansen, Madsen |
| 4 de agosto de 2024 16:00 |         | Relatório | 2× 1×    | Arena 6 Paris Sul, Paris Público: 5 685 Árbitros: Hansen, Madsen |

Quartas de final
| 7 de agosto de 2024 13:30 | Alemanha           | 35–34 (Pro) | França | Stade Pierre-Mauroy, Lille Público: 27 014 Árbitros: Hansen, Madsen |
| 7 de agosto de 2024 13:30 | Uščins 14          | (14–17)     | Mem 10 | Stade Pierre-Mauroy, Lille Público: 27 014 Árbitros: Hansen, Madsen |
| 7 de agosto de 2024 13:30 | 3×                 | Relatório   | 6× 1×  | Stade Pierre-Mauroy, Lille Público: 27 014 Árbitros: Hansen, Madsen |
| 7 de agosto de 2024 13:30 | 2T: 29–29 Pro: 6–5 |             |        | Stade Pierre-Mauroy, Lille Público: 27 014 Árbitros: Hansen, Madsen |

Feminino
Como nação anfitriã, a Seleção Francesa de Handebol Feminino se classificou diretamente ao torneio olímpico.
Elenco
A delegação foi composta de 17 jogadoras:
- Laura Glauser
- Méline Nocandy
- Alicia Toublanc
- Chloé Valentini
- Coralie Lassource
- Grâce Zaadi
- Cléopatre Darleux
- Laura Flippes
- Orlane Kanor
- Tamara Horacek
- Pauletta Foppa
- Estelle Nze Minko
- Oriane Ondono
- Lucie Granier
- Sarah Bouktit
- Léna Grandveau
- Hatadou Sako

Fase de grupos
| Pos | Equipe        | Pts | J | V | E | D | GP  | GC  | SG  | Classificado     |
| --- | ------------- | --- | - | - | - | - | --- | --- | --- | ---------------- |
| 1   | França        | 10  | 5 | 5 | 0 | 0 | 159 | 124 | +35 | Quartas de final |
| 2   | Países Baixos | 8   | 5 | 4 | 0 | 1 | 152 | 137 | +15 | Quartas de final |
| 3   | Hungria       | 5   | 5 | 2 | 1 | 2 | 137 | 140 | −3  | Quartas de final |
| 4   | Brasil        | 4   | 5 | 2 | 0 | 3 | 127 | 119 | +8  | Quartas de final |
| 5   | Angola        | 3   | 5 | 1 | 1 | 3 | 131 | 154 | −23 |                  |
| 6   | Espanha       | 0   | 5 | 0 | 0 | 5 | 111 | 143 | −32 |                  |

| 25 de julho de 2024 19:00 | Hungria   | 28–31     | França      | Arena 6 Paris Sul, Paris Árbitros: García, Paolantoni |
| 25 de julho de 2024 19:00 | Kuczora 8 | (12–15)   | Nze Minko 6 | Arena 6 Paris Sul, Paris Árbitros: García, Paolantoni |
| 25 de julho de 2024 19:00 | 1×        | Relatório | 2× 1×       | Arena 6 Paris Sul, Paris Árbitros: García, Paolantoni |

| 28 de julho de 2024 21:00 | França       | 32–28     | Países Baixos | Arena 6 Paris Sul, Paris Público: 5 748 Árbitros: Lah, Sok |
| 28 de julho de 2024 21:00 | Valentini 10 | (17–14)   | Malestein 7   | Arena 6 Paris Sul, Paris Público: 5 748 Árbitros: Lah, Sok |
| 28 de julho de 2024 21:00 | 2×           | Relatório | 2×            | Arena 6 Paris Sul, Paris Público: 5 748 Árbitros: Lah, Sok |

| 30 de julho de 2024 19:00 | França  | 26–20     | Brasil     | Arena 6 Paris Sul, Paris Público: 5 724 Árbitros: Kuttler, Merz |
| 30 de julho de 2024 19:00 | Foppa 7 | (14–11)   | De Paula 7 | Arena 6 Paris Sul, Paris Público: 5 724 Árbitros: Kuttler, Merz |
| 30 de julho de 2024 19:00 | 2×      | Relatório | 3×         | Arena 6 Paris Sul, Paris Público: 5 724 Árbitros: Kuttler, Merz |

| 1 de agosto de 2024 16:00 | Angola                      | 24–38     | França  | Arena 6 Paris Sul, Paris Público: 5 816 Árbitros: Kleven, Jørum |
| 1 de agosto de 2024 16:00 | Carlos, Nenganga, Pascoal 5 | (14–18)   | Kanor 7 | Arena 6 Paris Sul, Paris Público: 5 816 Árbitros: Kleven, Jørum |
| 1 de agosto de 2024 16:00 | 2× 1×                       | Relatório | 1×      | Arena 6 Paris Sul, Paris Público: 5 816 Árbitros: Kleven, Jørum |

| 3 de agosto de 2024 11:00 | Espanha  | 24–32     | França     | Arena 6 Paris Sul, Paris Público: 5 841 Árbitros: Kuttler, Merz |
| 3 de agosto de 2024 11:00 | Cabral 5 | (9–17)    | Toublanc 6 | Arena 6 Paris Sul, Paris Público: 5 841 Árbitros: Kuttler, Merz |
| 3 de agosto de 2024 11:00 | 4× 1×    | Relatório | 1×         | Arena 6 Paris Sul, Paris Público: 5 841 Árbitros: Kuttler, Merz |

Quartas de final
| 6 de agosto de 2024 13:30 | França    | 26–23     | Alemanha | Stade Pierre-Mauroy, Lille Público: 26 548 Árbitros: Jørum, Kleven |
| 6 de agosto de 2024 13:30 | Horacek 7 | (13–10)   | Bölk 7   | Stade Pierre-Mauroy, Lille Público: 26 548 Árbitros: Jørum, Kleven |
| 6 de agosto de 2024 13:30 | 1×        | Relatório | 2×       | Stade Pierre-Mauroy, Lille Público: 26 548 Árbitros: Jørum, Kleven |

Semifinal
| 8 de agosto de 2024 16:30 | Suécia             | 28–31 (Pro) | França    | Stade Pierre-Mauroy, Lille Público: 24 688 Árbitros: Kuttler, Merz |
| 8 de agosto de 2024 16:30 | Hagman 6           | (12–10)     | Horacek 8 | Stade Pierre-Mauroy, Lille Público: 24 688 Árbitros: Kuttler, Merz |
| 8 de agosto de 2024 16:30 | 3×                 | Relatório   | 5× 1×     | Stade Pierre-Mauroy, Lille Público: 24 688 Árbitros: Kuttler, Merz |
| 8 de agosto de 2024 16:30 | 2T: 25–25 Pro: 3–6 |             |           | Stade Pierre-Mauroy, Lille Público: 24 688 Árbitros: Kuttler, Merz |

Final
| 10 de agosto de 2024 15:00 | Noruega   | 29–21     | França  | Stade Pierre-Mauroy, Lille Público: 26 664 Árbitros: García, Marín |
| 10 de agosto de 2024 15:00 | Reistad 8 | (15–13)   | Kanor 5 | Stade Pierre-Mauroy, Lille Público: 26 664 Árbitros: García, Marín |
| 10 de agosto de 2024 15:00 | 3×        | Relatório | 1×      | Stade Pierre-Mauroy, Lille Público: 26 664 Árbitros: García, Marín |

### Hipismo
Como nação anfitriã, a França inscreveu automaticamente um esquadrão completo de cavaleiros, cada um para as competições de adestramento, CCE e saltos em equipe nos Jogos.

#### Adestramento
| Atleta                                            | Cavalo               | Evento     | Grand Prix | Grand Prix | Grand Prix Special | Grand Prix Special | Grand Prix Freestyle | Grand Prix Freestyle | Geral       | Geral       | Ref.   |
| Atleta                                            | Cavalo               | Evento     | Total      | Pos.       | Total              | Pos.               | Técnico              | Artístico            | Total       | Pos.        | Ref.   |
| ------------------------------------------------- | -------------------- | ---------- | ---------- | ---------- | ------------------ | ------------------ | -------------------- | -------------------- | ----------- | ----------- | ------ |
| Alexandre Ayache                                  | Holmevangs Jolene    | Individual | 70.279     | 31         | —                  | —                  | Não avançou          | Não avançou          | Não avançou | Não avançou | [ 33 ] |
| Pauline Basquin                                   | Sertorius de Rima Z  | Individual | 73.711     | 16 Q       | —                  | —                  | 73.607               | 84.629               | 79.118      | 16          | [ 34 ] |
| Corentin Pottier                                  | Gotilas du Feuillard | Individual | 70.683     | 29         | —                  | —                  | Não avançou          | Não avançou          | Não avançou | Não avançou | [ 35 ] |
| Alexandre Ayache Pauline Basquin Corentin Pottier | Ver acima            | Equipes    | 214.673    | 7 Q        | 215.289            | 6                  | —                    | —                    | 215.289     | 5           | [ 37 ] |

#### CCE
| Atleta                                           | Cavalo            | Evento     | Adestramento | Adestramento | Cross-country | Cross-country | Cross-country | Saltos       | Saltos       | Saltos       | Saltos | Saltos | Saltos | Total | Total            | Ref.   |
| Atleta                                           | Cavalo            | Evento     | Adestramento | Adestramento | Cross-country | Cross-country | Cross-country | Qualificação | Qualificação | Qualificação | Final  | Final  | Final  | Total | Total            | Ref.   |
| Atleta                                           | Cavalo            | Evento     | Pen.         | Pos.         | Pen.          | Total         | Pos.          | Pen.         | Total        | Pos.         | Pen.   | Total  | Pos.   | Pen.  | Pos.             | Ref.   |
| ------------------------------------------------ | ----------------- | ---------- | ------------ | ------------ | ------------- | ------------- | ------------- | ------------ | ------------ | ------------ | ------ | ------ | ------ | ----- | ---------------- | ------ |
| Karim Laghouag                                   | Triton Fontaine   | Individual | 29.60        | 22           | 0.00          | 29.60         | 10            | 4.00         | 33.60        | 14           | 4.00   | 37.60  | 15     | 37.60 | 15               | [ 38 ] |
| Stéphane Landois                                 | Chaman Dumontceau | Individual | 24.40        | 7            | 2.80          | 27.20         | 7             | 4.40         | 31.60        | 9            | 4.00   | 35.60  | 14     | 35.60 | 14               | [ 39 ] |
| Nicolas Touzaint                                 | Diabolo Menthe    | Individual | 27.20        | 17           | 3.20          | 30.40         | 11            | 8.00         | 38.40        | 20           | 8.00   | 46.40  | 25     | 46.40 | 25               | [ 40 ] |
| Karim Laghouag Stéphane Landois Nicolas Touzaint | Ver acima         | Equipes    | 81.20        | 3            | 6.00          | 87.20         | 2             | 16.40        | 103.6        | 2            | —      | —      | —      | 103.6 | Medalha de prata | [ 41 ] |

#### Saltos
| Atleta                                      | Cavalo           | Evento     | Qualificação | Qualificação | Final       | Final       | Final             | Ref.   |
| Atleta                                      | Cavalo           | Evento     | Pen.         | Pos.         | Pen.        | Tempo       | Pos.              | Ref.   |
| ------------------------------------------- | ---------------- | ---------- | ------------ | ------------ | ----------- | ----------- | ----------------- | ------ |
| Simon Delestre                              | I Amelusina R 51 | Individual | 4.00         | 22 Q         | 8.00        | 81.25       | 17                | [ 42 ] |
| Julien Epaillard                            | Dubai du Cèdre   | Individual | 0.00         | 1 Q          | 4.00        | 79.18       | 4                 | [ 43 ] |
| Olivier Perreau                             | Dorai D'Aiguilly | Individual | 4.00         | 32           | Não avançou | Não avançou | Não avançou       | [ 44 ] |
| Simon Delestre Julien Epaillard Kevin Staut | Ver acima        | Equipes    | 12           | 7            | 7           | 238.12      | Medalha de bronze | [ 45 ] |

### Surfe
Como nação anfitriã, a França reservou uma cota única para cada gênero nos eventos de surfe masculino e feminino.
Shortboard
| Atleta        | Evento    | Rodada 1 | Rodada 1 | Rodada 2                        | Rodada 3                      | Quartas                   | Semifinal                             | Final / DB                  | Final / DB        | Ref.   |
| Atleta        | Evento    | Total    | Pos.     | Adversário Resultado            | Adversário Resultado          | Adversário Resultado      | Adversário Resultado                  | Adversário Resultado        | Pos.              | Ref.   |
| ------------- | --------- | -------- | -------- | ------------------------------- | ----------------------------- | ------------------------- | ------------------------------------- | --------------------------- | ----------------- | ------ |
| Joan Duru     | Masculino | 13.84    | 1 R3     | Bye                             | MEX A Cleland V 18.13–15.17   | FRA K Vaast D 12.33–15.33 | Não avançou                           | Não avançou                 | Não avançou       | [ 47 ] |
| Kauli Vaast   | Masculino | 13.63    | 2 R2     | RSA M McGillivray V 14.03–10.67 | USA G Colapinto V 15.10–13.83 | FRA J Duru V 15.33–12.33  | PER A Correa V 10.96–9.60             | AUS J Robinson V 17.67–7.83 | Medalha de ouro   | [ 48 ] |
| Johanne Defay | Feminino  | 9.50     | 2 R2     | AUS M Picklum V 11.83–7.43      | FRA V Fierro V 9.00–7.54      | USA C Moore V 10.34–6.50  | USA C Marks D 12.17–12.17 (6.50–7.00) | CRC B Hennessy V 12.66–4.93 | Medalha de bronze | [ 49 ] |
| Vahiné Fierro | Feminino  | 11.17    | 1 R3     | Bye                             | FRA J Defay D 7.54–9.00       | Não avançou               | Não avançou                           | Não avançou                 | Não avançou       | [ 50 ] |

### Tiro
Como nação anfitriã, a França recebe automaticamente um mínimo de doze lugares de cota com um em cada um dos eventos de tiro individuais. Além disso, um atirador qualificado para um evento pode competir em outros sem afetar as cotas se obtiver uma pontuação mínima de qualificação (MQS) de 14 de agosto de 2022 a 9 de junho de 2024.
Masculino
| Atleta             | Evento               | Qualificação | Qualificação | Final       | Final       |
| Atleta             | Evento               | Marca        | Pos.         | Marca       | Pos.        |
| ------------------ | -------------------- | ------------ | ------------ | ----------- | ----------- |
| Romain Aufrère     | Carabina de ar 10 m  | 621.4        | 45           | Não avançou | Não avançou |
| Lucas Kryzs        | Carabina de ar 10 m  | 629.4        | 11           | Não avançou | Não avançou |
| Romain Aufrère     | Carabina 3 pos. 50 m | 588          | 15           | Não avançou | Não avançou |
| Lucas Kryzs        | Carabina 3 pos. 50 m | 592          | 4 Q          | 418.9       | 6           |
| Florian Fouquet    | Pistola de ar 10 m   | 566          | 28           | Não avançou | Não avançou |
| Clément Bessaguet  | Tiro rápido 25 m     | 585          | 7            | Não avançou | Não avançou |
| Jean Quiquampoix   | Tiro rápido 25 m     | 578          | 22           | Não avançou | Não avançou |
| Sébastien Guerrero | Fossa olímpica       | 119          | 19           | Não avançou | Não avançou |
| Éric Delaunay      | Skeet                | 122          | 9            | Não avançou | Não avançou |

Feminino
| Atleta               | Evento               | Qualificação | Qualificação | Final       | Final            |
| Atleta               | Evento               | Marca        | Pos.         | Marca       | Pos.             |
| -------------------- | -------------------- | ------------ | ------------ | ----------- | ---------------- |
| Manon Herbulot       | Carabina de ar 10 m  | 625.2        | 33           | Não avançou | Não avançou      |
| Océanne Muller       | Carabina de ar 10 m  | 631.3        | 8 Q          | 187.1       | 5                |
| Judith Gomez         | Carabina 3 pos. 50 m | 584          | 17           | Não avançou | Não avançou      |
| Camille Jedrzejewski | Pistola de ar 10 m   | 573          | 18           | Não avançou | Não avançou      |
| Camille Jedrzejewski | Pistola livre 25 m   | 585          | 7 Q          | 36 SO:+1    | Medalha de prata |
| Mathilde Lamolle     | Pistola livre 25 m   | 578          | 23           | Não avançou | Não avançou      |
| Carole Cormenier     | Fossa olímpica       | 110          | 28           | Não avançou | Não avançou      |
| Mélanie Couzy        | Fossa olímpica       | 109          | 29           | Não avançou | Não avançou      |
| Lucie Anastassiou    | Skeet                | 119          | 9            | Não avançou | Não avançou      |

Misto
| Atleta                               | Evento              | Qualificação | Qualificação | Final       | Final       |
| Atleta                               | Evento              | Marca        | Pos.         | Marca       | Pos.        |
| ------------------------------------ | ------------------- | ------------ | ------------ | ----------- | ----------- |
| Romain Aufrère Manon Herbulot        | Carabina de ar 10 m | 627.4        | 9            | Não avançou | Não avançou |
| Lucas Kryzs Océanne Muller           | Carabina de ar 10 m | 625.8        | 14           | Não avançou | Não avançou |
| Florian Fouquet Camille Jedrzejewski | Pistola de ar 10 m  | 565          | 17           | Não avançou | Não avançou |
| Lucie Anastassiou Éric Delaunay      | Skeet               | 143          | 9            | Não avançou | Não avançou |

### Triatlo
Como nação anfitriã, a França reservou quatro vagas com duas para cada gênero nos eventos de triatlo individual e misto.
Individual
| Atleta              | Evento    | Tempo            | Tempo   | Tempo            | Tempo   | Tempo           | Tempo   | Pos.              |
| Atleta              | Evento    | Natação (1,5 km) | Trans 1 | Ciclismo (40 km) | Trans 2 | Corrida (10 km) | Total   | Pos.              |
| ------------------- | --------- | ---------------- | ------- | ---------------- | ------- | --------------- | ------- | ----------------- |
| Léo Bergère         | Masculino | 20:37            | 00:51   | 51:55            | 00:25   | 29:55           | 1:43:43 | Medalha de bronze |
| Dorian Coninx       | Masculino | 20:18            | 00:50   | 52:17            | 00:23   | 33:49           | 1:47:37 | 27                |
| Pierre Le Corre     | Masculino | 20:20            | 00:51   | 52:14            | 00:25   | 30:01           | 1:43:51 | 4                 |
| Cassandre Beaugrand | Feminino  | 22:32            | 00:53   | 58:20            | 00:28   | 32:42           | 1:54:55 | Medalha de ouro   |
| Emma Lombardi       | Feminino  | 22:36            | 00:56   | 58:12            | 00:27   | 33:05           | 1:55:16 | 4                 |
| Léonie Périault     | Feminino  | 24:06            | 00:57   | 1:00:35          | 00:31   | 34:31           | 2:00:40 | 27                |

Revezamento
| Atleta              | Evento            | Tempo           | Tempo   | Tempo           | Tempo   | Tempo          | Tempo   | Pos. |
| Atleta              | Evento            | Natação (300 m) | Trans 1 | Ciclismo (7 km) | Trans 2 | Corrida (2 km) | Total   | Pos. |
| ------------------- | ----------------- | --------------- | ------- | --------------- | ------- | -------------- | ------- | ---- |
| Pierre Le Corre     | Revezamento misto | 4:11            | 1:04    | 10:04           | 0:26    | 4:58           | 20:43   | —    |
| Emma Lombardi       | Revezamento misto | 4:57            | 1:07    | 10:50           | 0:26    | 5:39           | 22:59   | —    |
| Léo Bergère         | Revezamento misto | 4:23            | 1:01    | 9:32            | 0:25    | 5:02           | 20:23   | —    |
| Cassandre Beaugrand | Revezamento misto | 5:13            | 1:08    | 10:19           | 0:25    | 5:37           | 22:42   | —    |
| Total               | Revezamento misto | —               | —       | —               | —       | —              | 1:26:47 | 4    |

### Voleibol
Masculino
Como nação anfitriã, a Seleção Francesa de Voleibol Masculino se classificou diretamente ao torneio olímpico.
Elenco
A delegação foi composta de 12 jogadores:
- Barthélémy Chinenyeze
- Jenia Grebennikov
- Jean Patry
- Benjamin Toniutti
- Kévin Tillie
- Earvin N'Gapeth
- Antoine Brizard
- Nicolas Le Goff
- Trévor Clévenot
- Yacine Louati
- Théo Faure
- Quentin Jouffroy

Fase de grupos
|     |           |     | Jogos | Jogos | Jogos | Resultados | Resultados | Resultados | Resultados | Resultados | Resultados | Sets | Sets | Sets  | Pontos | Pontos | Pontos |
| Pos | Equipe    | Pts | T     | V     | D     | 3–0        | 3–1        | 3–2        | 2–3        | 1–3        | 0–3        | V    | P    | R     | V      | P      | R      |
| --- | --------- | --- | ----- | ----- | ----- | ---------- | ---------- | ---------- | ---------- | ---------- | ---------- | ---- | ---- | ----- | ------ | ------ | ------ |
| 1   | Eslovênia | 8   | 3     | 3     | 0     | 1          | 1          | 1          | 0          | 0          | 0          | 9    | 3    | 3,000 | 282    | 252    | 1.119  |
| 2   | França    | 6   | 3     | 2     | 1     | 1          | 0          | 1          | 1          | 0          | 0          | 8    | 5    | 1.600 | 290    | 260    | 1.115  |
| 3   | Sérvia    | 3   | 3     | 1     | 2     | 0          | 0          | 1          | 1          | 0          | 1          | 5    | 8    | 0.625 | 256    | 293    | 0.874  |
| 4   | Canadá    | 1   | 3     | 0     | 3     | 0          | 0          | 0          | 1          | 1          | 1          | 3    | 9    | 0.333 | 254    | 277    | 0.917  |

| 28 de julho 17:00 Relatório: Relatório Estatísticas | França | 3 – 2 | Sérvia | Arena 1 Paris Sul, Paris Público: 9 372 Árbitro(s): SVK Juraj Mokrý UAE Hamid Al-Rousi |
| 28 de julho 17:00 Relatório: Relatório Estatísticas | 23     | Set 1 | 25     | Arena 1 Paris Sul, Paris Público: 9 372 Árbitro(s): SVK Juraj Mokrý UAE Hamid Al-Rousi |
| 28 de julho 17:00 Relatório: Relatório Estatísticas | 25     | Set 2 | 17     | Arena 1 Paris Sul, Paris Público: 9 372 Árbitro(s): SVK Juraj Mokrý UAE Hamid Al-Rousi |
| 28 de julho 17:00 Relatório: Relatório Estatísticas | 25     | Set 3 | 17     | Arena 1 Paris Sul, Paris Público: 9 372 Árbitro(s): SVK Juraj Mokrý UAE Hamid Al-Rousi |
| 28 de julho 17:00 Relatório: Relatório Estatísticas | 21     | Set 4 | 25     | Arena 1 Paris Sul, Paris Público: 9 372 Árbitro(s): SVK Juraj Mokrý UAE Hamid Al-Rousi |
| 28 de julho 17:00 Relatório: Relatório Estatísticas | 15     | Set 5 | 6      | Arena 1 Paris Sul, Paris Público: 9 372 Árbitro(s): SVK Juraj Mokrý UAE Hamid Al-Rousi |

| 30 de julho 21:00 Relatório: Relatório Estatísticas | França | 3 – 0 | Canadá | Arena 1 Paris Sul, Paris Público: 9 365 Árbitro(s): BUL Ivaylo Ivanov GRE Epaminondas Gerothodoros |
| 30 de julho 21:00 Relatório: Relatório Estatísticas | 25     | Set 1 | 20     | Arena 1 Paris Sul, Paris Público: 9 365 Árbitro(s): BUL Ivaylo Ivanov GRE Epaminondas Gerothodoros |
| 30 de julho 21:00 Relatório: Relatório Estatísticas | 25     | Set 2 | 21     | Arena 1 Paris Sul, Paris Público: 9 365 Árbitro(s): BUL Ivaylo Ivanov GRE Epaminondas Gerothodoros |
| 30 de julho 21:00 Relatório: Relatório Estatísticas | 25     | Set 3 | 17     | Arena 1 Paris Sul, Paris Público: 9 365 Árbitro(s): BUL Ivaylo Ivanov GRE Epaminondas Gerothodoros |
| 30 de julho 21:00 Relatório: Relatório Estatísticas | Set 4  |       |        | Arena 1 Paris Sul, Paris Público: 9 365 Árbitro(s): BUL Ivaylo Ivanov GRE Epaminondas Gerothodoros |
| 30 de julho 21:00 Relatório: Relatório Estatísticas | Set 5  |       |        | Arena 1 Paris Sul, Paris Público: 9 365 Árbitro(s): BUL Ivaylo Ivanov GRE Epaminondas Gerothodoros |

| 2 de agosto 17:00 Relatório: Relatório Estatísticas | França | 2 – 3 | Eslovênia | Arena 1 Paris Sul, Paris Público: 9 505 Árbitro(s): SUI Vladimir Simonović POL Wojciech Maroszek |
| 2 de agosto 17:00 Relatório: Relatório Estatísticas | 20     | Set 1 | 25        | Arena 1 Paris Sul, Paris Público: 9 505 Árbitro(s): SUI Vladimir Simonović POL Wojciech Maroszek |
| 2 de agosto 17:00 Relatório: Relatório Estatísticas | 23     | Set 2 | 25        | Arena 1 Paris Sul, Paris Público: 9 505 Árbitro(s): SUI Vladimir Simonović POL Wojciech Maroszek |
| 2 de agosto 17:00 Relatório: Relatório Estatísticas | 27     | Set 3 | 25        | Arena 1 Paris Sul, Paris Público: 9 505 Árbitro(s): SUI Vladimir Simonović POL Wojciech Maroszek |
| 2 de agosto 17:00 Relatório: Relatório Estatísticas | 25     | Set 4 | 22        | Arena 1 Paris Sul, Paris Público: 9 505 Árbitro(s): SUI Vladimir Simonović POL Wojciech Maroszek |
| 2 de agosto 17:00 Relatório: Relatório Estatísticas | 11     | Set 5 | 15        | Arena 1 Paris Sul, Paris Público: 9 505 Árbitro(s): SUI Vladimir Simonović POL Wojciech Maroszek |

Quartas de final
| 5 de agosto 17:00 Relatório: Relatório Estatísticas | França | 3 – 2 | Alemanha | Arena 1 Paris Sul, Paris Público: 9 405 Árbitro(s): SVK Juraj Mokrý DOM Denny Cespedes |
| 5 de agosto 17:00 Relatório: Relatório Estatísticas | 18     | Set 1 | 25       | Arena 1 Paris Sul, Paris Público: 9 405 Árbitro(s): SVK Juraj Mokrý DOM Denny Cespedes |
| 5 de agosto 17:00 Relatório: Relatório Estatísticas | 26     | Set 2 | 28       | Arena 1 Paris Sul, Paris Público: 9 405 Árbitro(s): SVK Juraj Mokrý DOM Denny Cespedes |
| 5 de agosto 17:00 Relatório: Relatório Estatísticas | 25     | Set 3 | 20       | Arena 1 Paris Sul, Paris Público: 9 405 Árbitro(s): SVK Juraj Mokrý DOM Denny Cespedes |
| 5 de agosto 17:00 Relatório: Relatório Estatísticas | 25     | Set 4 | 21       | Arena 1 Paris Sul, Paris Público: 9 405 Árbitro(s): SVK Juraj Mokrý DOM Denny Cespedes |
| 5 de agosto 17:00 Relatório: Relatório Estatísticas | 15     | Set 5 | 13       | Arena 1 Paris Sul, Paris Público: 9 405 Árbitro(s): SVK Juraj Mokrý DOM Denny Cespedes |

Semifinal
| 7 de agosto 20:00 Relatório: Relatório Estatísticas | Itália | 0 – 3 | França | Arena 1 Paris Sul, Paris Público: 9 547 Árbitro(s): DOM Denny Cespedes BUL Ivaylo Ivanov |
| 7 de agosto 20:00 Relatório: Relatório Estatísticas | 20     | Set 1 | 25     | Arena 1 Paris Sul, Paris Público: 9 547 Árbitro(s): DOM Denny Cespedes BUL Ivaylo Ivanov |
| 7 de agosto 20:00 Relatório: Relatório Estatísticas | 21     | Set 2 | 25     | Arena 1 Paris Sul, Paris Público: 9 547 Árbitro(s): DOM Denny Cespedes BUL Ivaylo Ivanov |
| 7 de agosto 20:00 Relatório: Relatório Estatísticas | 21     | Set 3 | 25     | Arena 1 Paris Sul, Paris Público: 9 547 Árbitro(s): DOM Denny Cespedes BUL Ivaylo Ivanov |
| 7 de agosto 20:00 Relatório: Relatório Estatísticas | Set 4  |       |        | Arena 1 Paris Sul, Paris Público: 9 547 Árbitro(s): DOM Denny Cespedes BUL Ivaylo Ivanov |
| 7 de agosto 20:00 Relatório: Relatório Estatísticas | Set 5  |       |        | Arena 1 Paris Sul, Paris Público: 9 547 Árbitro(s): DOM Denny Cespedes BUL Ivaylo Ivanov |

Final
| 10 de agosto 13:00 Relatório: Relatório Estatísticas | França | 3 – 0 | Polônia | Arena 1 Paris Sul, Paris Público: 9 233 Árbitro(s): ITA Stefano Cesare UAE Hamid Al-Rousi |
| 10 de agosto 13:00 Relatório: Relatório Estatísticas | 25     | Set 1 | 19      | Arena 1 Paris Sul, Paris Público: 9 233 Árbitro(s): ITA Stefano Cesare UAE Hamid Al-Rousi |
| 10 de agosto 13:00 Relatório: Relatório Estatísticas | 25     | Set 2 | 20      | Arena 1 Paris Sul, Paris Público: 9 233 Árbitro(s): ITA Stefano Cesare UAE Hamid Al-Rousi |
| 10 de agosto 13:00 Relatório: Relatório Estatísticas | 25     | Set 3 | 23      | Arena 1 Paris Sul, Paris Público: 9 233 Árbitro(s): ITA Stefano Cesare UAE Hamid Al-Rousi |
| 10 de agosto 13:00 Relatório: Relatório Estatísticas | Set 4  |       |         | Arena 1 Paris Sul, Paris Público: 9 233 Árbitro(s): ITA Stefano Cesare UAE Hamid Al-Rousi |
| 10 de agosto 13:00 Relatório: Relatório Estatísticas | Set 5  |       |         | Arena 1 Paris Sul, Paris Público: 9 233 Árbitro(s): ITA Stefano Cesare UAE Hamid Al-Rousi |

Feminino
Como nação anfitriã, a Seleção Francesa de Voleibol Feminino se classificou diretamente ao torneio olímpico.
Elenco
A delegação foi composta de 12 jogadoras:
- Héléna Cazaute
- Amandine Giardino
- Christina Bauer
- Iman Ndiaye
- Nina Stojiljković
- Lucille Gicquel
- Amandha Marine Sylves
- Léandra Olinga-Andela
- Émilie Respaut
- Amélie Rotar
- Halimatou Bah
- Juliette Gelin

Fase de grupos
|     |                |     | Jogos | Jogos | Jogos | Resultados | Resultados | Resultados | Resultados | Resultados | Resultados | Sets | Sets | Sets  | Pontos | Pontos | Pontos |
| Pos | Equipe         | Pts | T     | V     | D     | 3–0        | 3–1        | 3–2        | 2–3        | 1–3        | 0–3        | V    | P    | R     | V      | P      | R      |
| --- | -------------- | --- | ----- | ----- | ----- | ---------- | ---------- | ---------- | ---------- | ---------- | ---------- | ---- | ---- | ----- | ------ | ------ | ------ |
| 1   | China          | 8   | 3     | 3     | 0     | 1          | 1          | 1          | 0          | 0          | 0          | 9    | 3    | 3,000 | 277    | 249    | 1.112  |
| 2   | Estados Unidos | 6   | 3     | 2     | 1     | 1          | 0          | 1          | 1          | 0          | 0          | 8    | 5    | 1.600 | 286    | 278    | 1.029  |
| 3   | Sérvia         | 4   | 3     | 1     | 2     | 1          | 0          | 0          | 1          | 1          | 0          | 6    | 6    | 1,000 | 271    | 257    | 1.054  |
| 4   | França         | 0   | 3     | 0     | 3     | 0          | 0          | 0          | 0          | 0          | 3          | 0    | 9    | 0,000 | 183    | 233    | 0.785  |

| 29 de julho 21:00 Relatório: Relatório Estatísticas | França | 0 – 3 | Sérvia | Arena 1 Paris Sul, Paris Público: 9 350 Árbitro(s): TUR Nurper Özbar GRE Epaminondas Gerothodoros |
| 29 de julho 21:00 Relatório: Relatório Estatísticas | 17     | Set 1 | 25     | Arena 1 Paris Sul, Paris Público: 9 350 Árbitro(s): TUR Nurper Özbar GRE Epaminondas Gerothodoros |
| 29 de julho 21:00 Relatório: Relatório Estatísticas | 17     | Set 2 | 25     | Arena 1 Paris Sul, Paris Público: 9 350 Árbitro(s): TUR Nurper Özbar GRE Epaminondas Gerothodoros |
| 29 de julho 21:00 Relatório: Relatório Estatísticas | 22     | Set 3 | 25     | Arena 1 Paris Sul, Paris Público: 9 350 Árbitro(s): TUR Nurper Özbar GRE Epaminondas Gerothodoros |
| 29 de julho 21:00 Relatório: Relatório Estatísticas | Set 4  |       |        | Arena 1 Paris Sul, Paris Público: 9 350 Árbitro(s): TUR Nurper Özbar GRE Epaminondas Gerothodoros |
| 29 de julho 21:00 Relatório: Relatório Estatísticas | Set 5  |       |        | Arena 1 Paris Sul, Paris Público: 9 350 Árbitro(s): TUR Nurper Özbar GRE Epaminondas Gerothodoros |

| 1 de agosto 21:00 Relatório: Relatório Estatísticas | França | 0 – 3 | China | Arena 1 Paris Sul, Paris Público: 9 434 Árbitro(s): EGY Wael Kandil BUL Ivaylo Ivanov |
| 1 de agosto 21:00 Relatório: Relatório Estatísticas | 18     | Set 1 | 25    | Arena 1 Paris Sul, Paris Público: 9 434 Árbitro(s): EGY Wael Kandil BUL Ivaylo Ivanov |
| 1 de agosto 21:00 Relatório: Relatório Estatísticas | 16     | Set 2 | 25    | Arena 1 Paris Sul, Paris Público: 9 434 Árbitro(s): EGY Wael Kandil BUL Ivaylo Ivanov |
| 1 de agosto 21:00 Relatório: Relatório Estatísticas | 19     | Set 3 | 25    | Arena 1 Paris Sul, Paris Público: 9 434 Árbitro(s): EGY Wael Kandil BUL Ivaylo Ivanov |
| 1 de agosto 21:00 Relatório: Relatório Estatísticas | Set 4  |       |       | Arena 1 Paris Sul, Paris Público: 9 434 Árbitro(s): EGY Wael Kandil BUL Ivaylo Ivanov |
| 1 de agosto 21:00 Relatório: Relatório Estatísticas | Set 5  |       |       | Arena 1 Paris Sul, Paris Público: 9 434 Árbitro(s): EGY Wael Kandil BUL Ivaylo Ivanov |

| 4 de agosto 13:00 Relatório: Relatório Estatísticas | França | 0 – 3 | Estados Unidos | Arena 1 Paris Sul, Paris Público: 9 402 Árbitro(s): BUL Ivaylo Ivanov CAN Scott Dziewirz |
| 4 de agosto 13:00 Relatório: Relatório Estatísticas | 27     | Set 1 | 29             | Arena 1 Paris Sul, Paris Público: 9 402 Árbitro(s): BUL Ivaylo Ivanov CAN Scott Dziewirz |
| 4 de agosto 13:00 Relatório: Relatório Estatísticas | 27     | Set 2 | 29             | Arena 1 Paris Sul, Paris Público: 9 402 Árbitro(s): BUL Ivaylo Ivanov CAN Scott Dziewirz |
| 4 de agosto 13:00 Relatório: Relatório Estatísticas | 20     | Set 3 | 25             | Arena 1 Paris Sul, Paris Público: 9 402 Árbitro(s): BUL Ivaylo Ivanov CAN Scott Dziewirz |
| 4 de agosto 13:00 Relatório: Relatório Estatísticas | Set 4  |       |                | Arena 1 Paris Sul, Paris Público: 9 402 Árbitro(s): BUL Ivaylo Ivanov CAN Scott Dziewirz |
| 4 de agosto 13:00 Relatório: Relatório Estatísticas | Set 5  |       |                | Arena 1 Paris Sul, Paris Público: 9 402 Árbitro(s): BUL Ivaylo Ivanov CAN Scott Dziewirz |

### Voleibol de praia
Duplas
| Atletas                          | Evento    | Fase de grupos                           | Fase de grupos                                | Fase de grupos                                      | Fase de grupos | Play-offs                               | Oitavas              | Quartas              | Semifinal            | Final / DB           | Final / DB |
| Atletas                          | Evento    | Adversário Resultado                     | Adversário Resultado                          | Adversário Resultado                                | Pos.           | Adversário Resultado                    | Adversário Resultado | Adversário Resultado | Adversário Resultado | Adversário Resultado | Pos.       |
| -------------------------------- | --------- | ---------------------------------------- | --------------------------------------------- | --------------------------------------------------- | -------------- | --------------------------------------- | -------------------- | -------------------- | -------------------- | -------------------- | ---------- |
| Arnaud Gauthier-Rat Youssef Krou | Masculino | USA M Evans / C Budinger D 14–21, 11–21  | ESP P Herrera / A Gavira D 21–23, 23–21, 8–15 | NED S Boermans / Y de Groot D 15–21, 16–21          | 4              | Não avançou                             | Não avançou          | Não avançou          | Não avançou          | Não avançou          | 19         |
| Rémi Bassereau Julien Lyneel     | Masculino | GER N Ehlers / C Wickler D 15–21, 17–21  | POL M Bryl / B Łosiak D 15–21, 18–21          | AUS T Hodges / Z Schubert D 16–21, 20–22            | 4              | Não avançou                             | Não avançou          | Não avançou          | Não avançou          | Não avançou          | 19         |
| Lézana Placette Alexia Richard   | Feminino  | GER L Ludwig / L Lippmann V 21–14, 22–20 | ESP D Álvarez / T Moreno D 12–21, 15–21       | SUI T Hüberli / N Brunner D 11–21, 8–21             | 3 PO           | JPN A Hasegawa / M Ishii D 15–21, 18–21 | Não avançou          | Não avançou          | Não avançou          | Não avançou          | 17         |
| Aline Chamereau Clémence Vieira  | Feminino  | GER S Müller / C Tillmann D 14–21, 12–21 | USA S Hughes / K Cheng D 16–21, 21–23         | CZE B Hermannová / M Štochlová D 13–21, 21–18, 9–15 | 4              | Não avançou                             | Não avançou          | Não avançou          | Não avançou          | Não avançou          | 19         |